# Satz von Winogradow
Der Satz von Winogradow, benannt nach Iwan Matwejewitsch Winogradow, besagt, dass sich jede ausreichend große ungerade Zahl als die Summe dreier Primzahlen darstellen lässt. Die bisher unbewiesene (ternäre) Goldbach-Vermutung behauptet, dass dies für alle ungeraden Zahlen größer als 5 gilt.
Winogradow bewies diesen Satz 1937. Zuvor hatten Hardy und Littlewood 1923 bewiesen, dass unter Annahme der Gültigkeit der verallgemeinerten riemannschen Vermutung (GRH) alle bis auf endlich viele ungeraden Zahlen als Summe dreier Primzahlen dargestellt werden können. Winogradows Beweis setzte dagegen die Gültigkeit der GRH nicht voraus.
„Ausreichend groß“ bedeutet im ursprünglichen Beweis von Winogradow allerdings eine Grenze von {\displaystyle n>10^{6800000}} und in der besten bekannten Verfeinerung des Satzes immer noch {\displaystyle n>10^{1346}}, weit jenseits der Möglichkeiten einer Computer-Suche für die restlichen Fälle.
Weitere Beweise gaben Juri Wladimirowitsch Linnik 1946 und Nikolai Grigorjewitsch Tschudakow 1947.

## Genaue Formulierung
Sei {\displaystyle r(N)} die Anzahl der Darstellungen einer natürlichen Zahl {\displaystyle N} als Summe dreier Primzahlen. Dann besagt der Satz, dass
{\displaystyle r(N)={\frac {N^{2}}{2{(\log N)}^{3}}}G(N)+O\left({\frac {N^{2}}{{(\log N)}^{4}}}\right)}
mit
{\displaystyle G(N)=\left(\prod _{p\mid N}\left(1-{1 \over {\left(p-1\right)}^{2}}\right)\right)\left(\prod _{p\nmid N}\left(1+{1 \over {\left(p-1\right)}^{3}}\right)\right)}
(das linke Produkt geht über die Primteiler von {\displaystyle N} und das rechte über die übrigen Primzahlen).
Für gerade {\displaystyle N} ist {\displaystyle G(N)=0}, für ungerade {\displaystyle N} ist {\displaystyle G(N)\geq 1} und asymptotisch von der Ordnung {\displaystyle {\mathcal {O}}\left(1\right)}. Für genügend große ungerade {\displaystyle N} folgt, dass {\displaystyle r(N)\geq 1}.
→ Siehe zur von Winogradow verwendeten Beweismethode (einer Variante der Kreismethode) auch trigonometrisches Polynom.